# ویلفرید کلینگبیل
ویلفرید کلینگبیل (به آلمانی: Wilfried Klingbiel) بازیکن فوتبال و مهاجم اهل آلمان شرقی بود که از سال ۱۹۵۸ میلادی عضو تیم ملی فوتبال آلمان شرقی بوده‌است. وی در ۶ بازی ملی حضور داشته و در بازی‌های ملی‌اش ۱ گل به ثمر رساند. ویلفرید کلینگبیل آخرین بازی ملی خود را در سال ۱۹۶۱ میلادی انجام داد.